# Ле Бурре, Раймон
Раймон Ле Бурре (фр. Raymond Le Bourre; 10 ноября 1912, Аркёй — 5 декабря 1986, Клермон) — французский профсоюзный деятель и политик, идеолог и практик синдикализма. Участник антинацистского Сопротивления во Второй мировой войне. Активист Всеобщей конфедерации труда, один из основателей Форс увриер и Международной конфедерации свободных профсоюзов. В молодости состоял в ФКП, но порвал с коммунизмом и примкнул к правым антикоммунистическим силам. В 1967—1968 — генеральный секретарь Республиканского альянса за свободу и прогресс.

## Активизм и подполье
Был сыном малоимущей матери-одиночки, перебравшейся в Иль-де-Франс из бретонского Педернека. В юности работал подмастерьем в типографии, рассыльным в магазине, телефонистом, докером, официантом. В 1930 примкнул к левому профобъединению Всеобщая конфедерация труда (ВКТ). Отличался «боевым пылом», вступил во Французскую коммунистическую партию (ФКП), с которой ВКТ поддерживала тесные политические связи. В 1936—1939 был секретарём профсоюза работников кино и сценического искусства.
В 1939 Раймон ле Бурре резко осудил советско-германский пакт и политику сближения СССР с нацистской Германией. Он демонстративно вышел из ФКП и отказался от коммунистических взглядов. В 1940, при немецкой оккупации, вступил в подпольное Национальное революционное движение (MNR), созданное ультралевыми социалистами, бывшими троцкистами и фронтистами. Выступал против участия Франции в войне за любые иностранные интересы, пропагандировал «классовый союз пролетариата, крестьянства и обедневшей буржуазии против нацистской оккупации и правящей олигархии» для «национальной революции» и установления плановой смешанной экономики.
В июле 1941 Раймон ле Бурре был арестован, заключён в тюрьму Санте, но через два месяца освобождён (оккупанты посчитали MNR малозначительной организацией). Выйдя из тюрьмы, Ле Бурре продолжал листовочную агитацию, особенно среди работников киноиндустрии. В конце 1941 вновь был арестован по доносу, обвинён в принадлежности к еврейской национальности и заключён в концлагерь Руалье. Однако Ле Бурре не являлся евреем и по выяснении был освобождён. В 1942—1944 продолжал агитацию Сопротивления, скрывался от гестапо, менял местопребывание. Перебрался на территорию, контролируемую правительством Виши, участвовал в собраниях, проводимых под эгидой маршала Петэна.

## Профсоюзный «enfant terrible»
После освобождения Франции Раймон Ле Бурре возобновил профсоюзную деятельность. Был делегатом съезда ВКТ в апреле 1946, представлял профсоюзные федерации актёров Бордо, Нанси и Сены. Находился в оппозиции руководству ВКТ во главе с коммунистом Бенуа Фрашоном, голосовал против предложенных резолюций. При этом в 1945—1946 занимал руководящие посты в государственных ведомствах кинематографа.
В 1947 произошёл раскол ВКТ. Раймон Ле Бурре присоединился к группе Леона Жуо и Робера Ботеро, участвовал в создании реформистского и антикоммунистического профобъединения Форс увриер (Рабочая сила). С 1948 — секретарь проффедерации работников кино и сцены. В 1949 Раймон Ле Бурре представлял французское профдвижение при создании Международной конфедерации свободных профсоюзов, отколовшейся от Всемирной федерации профсоюзов из-за коммунистического влияния в ВФП. Был делегатом Лондонской учредительной конференции МКСП. В 1953 стал одним из учредителей Европейского союза работников кино, радио и телевидения — одного из подразделений МКСП.
Раймон Ле Бурре занимал подчёркнуто антикоммунистические и антисоветские позиции. Антикоммунизм он считал необходимым условием свободного характера профдвижения. Его курс характеризовался как французский маккартизм (который он осуждал применительно к США). Ле Бурре всячески укреплял связи Форс увриер и МКСП с американской АФТ — КПП. Поддерживал постоянный контакт с влиятельным куратором международных отношений АФТ—КПП Ирвингом Брауном — организатором антикоммунистических рабочих союзов, участником создания Форс увриер. Много внимания он уделял межпрофсоюзной интеграции на западноевропейском уровне.
Идеологически Раймон Ле Бурре стоял на позициях радикального синдикализма. Выступал за передачу профсоюзам управления экономикой и социальной сферой. Резкость его позиции создала Ле Бурре репутацию «enfant terrible профсоюзного движения».

## Политические позиции
Раймон Ле Бурре был не только синдикалистом и антикоммунистом, но и убеждённым французским националистом. В 1958 он поддержал приход к власти Шарля де Голля и установление президентской Пятой республики вместо прежнего парламентского режима. В своей книге Le syndicalisme français dans la V république — Французский синдикализм в V республике он критиковал «доктринёрскую рутину» и отмечал, что снижение роли парламента и партий позволяет профсоюзам принять распорядительные полномочия в социально-экономической системе.
В международной политике Ле Бурре отрицательно воспринимал процесс деколонизации, видел в нём нарастание хаоса и усиление позиций коммунистического блока. В 1959 он подал в отставку с поста профсоюзного секретаря, чтобы посвятить себя борьбе за сохранение Французского Алжира. Резко осудил де Голля за Эвианские соглашения и признание независимости Алжира в 1962. На этой почве Ле Бурре политически всё более сходился с правыми националистами. Сходным образом был ориентирован созданный им в 1963 Комитет защиты профессиональных свобод, противостоящий ВКТ.
В 1967 Раймон Ле Бурре вступил в правонационалистическую партию Республиканский альянс за свободу и прогресс (ARLP) и занял пост генерального секретаря. Принадлежал к высшему руководству партии, ближайшему окружению Жан-Луи Тиксье-Виньянкура. Присутствие Ле Бурре придавало идеологии ARLP заметную синдикалистскую составляющую. Однако в Красный май 1968 Ле Бурре порвал с Тиксье-Виньянкуром — не принял поддержки де Голля, которому не прощал «сдачи Алжира».
После выхода из ARLP Раймон Ле Бурре отошёл от общественно-политической деятельности. Скончался в возрасте 74 лет.